# Championnats d'Europe de dressage et de saut d'obstacles 2009
 (décembre 2024).
Si vous disposez d'ouvrages ou d'articles de référence ou si vous connaissez des sites web de qualité traitant du thème abordé ici, merci de compléter l'article en donnant les références utiles à sa vérifiabilité et en les liant à la section « Notes et références ».
Les championnats d'Europe de dressage et de saut d'obstacles 2009, vingt-quatrième édition des championnats d'Europe de dressage et trentième édition des championnats d'Europe de saut d'obstacles, ont eu lieu du 25 au 30 août 2009 à Windsor, au Royaume-Uni. En saut d'obstacles, l'épreuve individuelle est remportée par le Français Kevin Staut et la compétition par équipe par la Suisse,.